# Indukcja wzajemna
Indukcja wzajemna - zjawisko polegające na indukowaniu się siły elektromotorycznej w cewce pod wpływem zmiany prądu w innej cewce z nią sprzężonej.